# روي بيكيل
روي بيكيل (بالعبرية: רועי בקל‏) هو لاعب كرة قدم إسرائيلي في مركز الوسط، ولد في 7 أكتوبر 1987 في بتاح تكفا في إسرائيل. شارك مع منتخب إسرائيل تحت 19 سنة لكرة القدم. أما مع النوادي، فقد لعب مع مكابي بتاح تكفا ونادي أسدود.

## وصلات خارجية
- روي بيكيل على موقع Soccerway.com (الإنجليزية)